# Oxydia gastropachata
Oxydia gastropachata là một loài bướm đêm trong họ Geometridae.